# Кузнецов, Александр Степанович
Александр Степанович Кузнецов (13.08.1901 — 22.09.1963) — советский военачальник, участник Гражданской войны, Советско-японской войны, генерал-майор танковых войск (1953).

## Биография

### Начальная биография
Александр Кузнецов родился 13 августа 1901 года в станице Краснохолмская Оренбургской губернии (ныне село Краснохолм городской округ Оренбург, Дзержинйский район Оренбурга). Русский.
Окончил 3 класса сельской школы (1913). Член ВКП(б) с 1927 года.
Образование. Окончил 3-ю Самарскую кавалерийскую школу (1923), Ленинградские БТ КУКС (1929, 1933), АКУОС при Военной академии БТВ СА им. И. В. Сталина (1949), ВАК при Высшей военной академии СА им. К. Е. Ворошилова (1955).

### Служба в армии
В РККА с 15 июня 1920 года.
С июня 1920 года — курсант 3-х Оренбургских кавалерийских курсов. В декабря 1920 года курсы были преобразованы в 3-ю Оренбургскую кавалерийскую школу, а уже в 1923 году школа была переведена в Самару и переименована в 3-ю Самарскую кавалерийскую школу. Принимал участие в ликвидации банд Серова в Актюбинске и Нежнеуральске в феврале-марте 1922 года.
С сентября 1923 года — помощник командира взвода 48-го кавалерийского полка. 
С апреля 1924 года — командир взвода 78-го кавалерийского полка 6-й Алтайской кавалерийской бригады под командованием Томина Н. Д. (город Куляб). Бригада в составе 13-я Сибирской кавалерийской дивизии была направлена в Бухарскую Народную Советскую Республику для борьбы с басмачеством. Летом 1924 года участвовал в борьбе с басмачами в Кулябском вилояте. В частности, был ликвидирован крупный отряд Кур-Артыка – ближайшего сподвижника Ибрагим-бека. 
С мая 1925 года — командир взвода 52-го кавалерийского полка 9-й Крымской кавалерийской дивизии (Украинский ВО). 
С ноября 1926 года по март 1927 года в длительной командировке - командир взвода в 25-м погрянотряде.
С ноября 1928 года — слушатель Ленинградских бронетанковых КУКС.
С 15 сентября 1929 года — командир танка в 3-м танковом полку (Москва). 
С октября 1930 г. - командир танкового взвода, со 2 января 1931 г. - начальник гаража 1-го разряда, с мая 1931 года — командир студенческой роты, с августа 1931 года — вр. помощник начальника учебной части 3-го учебного танкового полка. 
С 4 марта 1932 года — вр. командир учебного батальона, с ноября 1932 года — командир танкового батальона 3-го учебного танкового полка (Московский ВО).
С марта по ноябрь 1933 года — слушатель Ленинградских бронетанковых КУКС.
С ноября 1933 года — командир танкового батальона 3-го учебного танкового полка (Рязань, Московский ВО).
С июня 1934 года — командир бронебатальона 20-й лёгкой мотомеханизированной бригады (Кяхта, Дальний Восток).
23 ноября 1935 года назначен начальником АБТС 35-й стрелковой дивизии (г. Бикин). 
С 23 октября 1939 года — старший помощник АБТО Северной армейской группы. 
С 1 июля 1940 года — начальника АБТ снабжения 2-й Краснознамённой армии.  
С 29 ноября 1940 года — начальник 2-го отделения АБТО 2-й Краснознамённой армии.

### В Великую Отечественную войну
Великую Отечественную войну встретил в занимаемой должности. 
С 26 сентября 1941 года — начальник 1-го отделения (боевой подготовки) АБТО 2-й Краснознамённой армии. 
С 28 декабря 1941 года — заместитель командира 74-й отдельной танковой бригады (ст. Завитая Амурской ж.д.). 
С 28 феврале 1942 года — и.д. командира 74-й танковой бригады. Приказом НКО № 06729 от 10.11.1942 года утверждён в должности.
В ходе Советско-японской войны 1945 года бригада к 10 августа 1945 года сосредоточилась в районе Константиновка на р. Амур. С переходом в наступление, форсировав р. Амур, она была передислоцирована на главное направление в район Суньу, где вместе со стрелковыми частями прорвала долговременную оборону японцев. В последующем действовала в передовом отряде главной группировки 2-й Краснознамённой армии, наступавшей на Харбин. К моменту капитуляции японской армии 74-я танковая бригада под командованием полковника кузнецова А. С. прошла с боями около 200 км. За умелые действия, особенно при форсировании Амура, бригаде было присвоено наименование Амурской.

### После войны
30 декабря 1946 года переформировал бригаду в 74-й тяжёлый танко-самоходный полк в составе 61-й танковой дивизии (Забайкальско-Амурский военный округ). 
С 6 декабря 1947 года — заместитель командира 61-й танковой дивизии (Забайкальский ВО).
С 31 декабря 1948 года по 2 ноября 1949 года — слушатель Академических курсов усовершенствования офицерского состава при Военной академии БТВ СА им. И. В. Сталина.
С 5 апреля 1950 года — заместитель командира 8-й гвардейской механизированной дивизии. 
С 1 марта 1951 года — командир 9-й гвардейской механизированной дивизии (ГСВГ).
С 5 ноября 1953 г. по 15 ноября 1954 г. - слушатель Высших академических курсов при Высшей военной академии СА им. К. Е. Ворошилова.
Приказом МО СССР № 0645 от 29.01.1955 г. назначен начальником Ташкентского танкового училища им. И. В. Сталина.
Приказом МО СССР № 439 от 08.10.1957 года уволен в запас по ст. 59 б с правом ношения военной формы одежды.
Умер 22 сентября 1963 года в Москве.

## Награды
- Орден Ленина(06.11.1945)[4];
- Орден Красного Знамени, трижды: (03.11.1944)[5], (27.09.1945)[6] (15.11.1950)[7];

- Орден Красной Звезды (22.02.1944)[8];
- Медаль XX лет РККА, (1938)[3];
- Медаль «В ознаменование 100-летия со дня рождения Владимира Ильича Ленина» (6 апреля 1970);
- Медаль «За победу над Германией в Великой Отечественной войне 1941-1945 гг.», 9 мая 1945 года[9];
- Медаль «За победу над Японией» (30.9.1945)[10];
- Юбилейная медаль «30 лет Советской Армии и Флота»;
- Юбилейная медаль «40 лет Вооружённых Сил СССР»;

## Воинские звания
- капитан (Приказ НКО № 0079 от 24.01.1936),
- майор (Приказ НКО № 01301 от 17.05.1939),
- подполковник (Приказ НКО № 01936 от 21.02.1942
- полковник (Приказ Главкома СВ ДВ № 010 от 09.09.1945)[11],
- генерал-майор танковых войск (Постановление СМ № 2050 от 03.08.1953)[11]

## Память
- В москве установлен надгробный памятник.
- Имя воина увековечено в Главном Храме Вооружённых сил России и на мемориале «Дорога памяти»[12].